# Enzo Dara
Enzo Dara (ur. 13 października 1938 w Mantui, zm. 25 sierpnia 2017 tamże) – włoski śpiewak operowy, bas.

## Życiorys
Początkowo pracował jako dziennikarz, następnie podjął naukę śpiewu i gry na fortepianie. Zadebiutował w 1960 roku w Fano jako Colline w Cyganerii Pucciniego. Rozgłos przyniosła mu rola Dulcamary w Napoju miłosnym Gaetano Donizettiego w Reggio nell’Emilia w 1966 roku. W 1969 roku kreował rolę Mustafy we Włoszce w Algierze Rossiniego na festiwalu w Spoleto pod batutą Thomasa Schippersa. W 1971 roku debiutował na scenie mediolańskiej La Scali jako Bartolo w Cyruliku sewilskim w reżyserii Jeana-Pierre’a Ponnelle’a pod batutą Claudio Abbado.
Zasłynął jako wykonawca ról w operach Rossiniego i Donizettiego, specjalizował się w partiach buffo. Do jego popisowych ról należały Dulcamara w Napoju miłosnym, Taddeo we Włoszce w Algierze, Dandini w Kopciuszku, Bartolo w Cyruliku sewilskim.